# Pados János
Pados János (Dunaföldvár, 1820. június 21. – Nemestördemic, 1892. június 22.) római katolikus pap, orvos.

## Élete
A gimnáziumot Budán és Kőszegen, a bölcseletet Pesten végezte el. 1836-ban a fehérmegyei papok közé vették fel és a teológiát Székesfehérvárott 1840-ig hallgatta; de fiatal kora miatt csak 1843. június 21-én szentelték fel. Azalatt mint aldiakónus, a püspöki udvarban báró Barkóczy László mellett szertartó volt. Felszentelése után előbb káplán volt Bogdányban, később újra a püspöki hivatalnál szentszéki jegyző. Székesfehérváron az önkéntesekhez állott és mint tábori pap részt vett a pákozdi és schwechati csatákban: ezután Görgei Artúr fővezérsége alatt levonult Komáromba és itt az önkéntesek feloszlattatván, visszatért Székesfehérvárra. Gaál Eduárd császári biztos üldözése elől menekülendő, 1849-ben besoroztatta magát Kmetty hadtestébe közvitéznek, ahol a X. honvédzászlóaljban szolgált mint őrmester a világosi fegyverletételig. Az oroszok elfogták, de megmenekült, bujdosása után azonban mégis az Újépületbe került. A haditörvényszék elítélte hat évi várfogságra, vasban. Munkácsra vitték, ahol másfél évet töltött; onnan Olmützbe, ahol szintén másfél évig volt fogságban. 1853-ban amnesztia útján kiszabadult. Püspöke Károlyi György gróf fiai: Gábor, Tibor és István nevelésére rendelte, Csurgóra. A nevelés befejezése után azon gondolata támadt, hogy az orvostudományok megtanulása után elmegy Ázsiába történelmi kutatások végett. Tehát 1861-ben orvosnövendék lett és 1867-ben letette a szigorlatokat. Megszerezte az útlevelet és elindult; azonban Budapesten új püspöke, Jekelfalusy 1868-ban lebeszélte szándékáról és azonnal kinevezte zsámbéki plébánosnak és helyettes esperesnek. A katolikus autonómia kongresszusának jegyzője volt. Ennek meghiúsulása is elkedvetlenítette, azért 1872-ben visszavonult minden egyházi és polgári hivataltól és előbb tanulmányi útra kelt és sorra megtekintette a kontinens nevezetesebb orvosi intézeteit; azután Zala megye egyik zugában, a Badacsony tövében, Nemestördemicen húzta meg magát, ahol szerény birtokának és orvosi praxisánaknak jövedelméből élt 1892-ben történt haláláig. Lefordította Machiavelli Értekezések Titus Livius római történeteinek X első könyve fölött című művét. A Magyar Nemzeti Múzeumra testamentumában becses régiségeket és 100 forintot hagyott.

## Művei
- Egyházi beszéd, mellyet ő szentsége IX. Pius pápa által hirdetett jubilaeum alkalmával a székesfejérvári főtemplomban bőjt III. vasárnapján 1847. mondott. Székesfejérvár
- A hit szava a koporsónál. Néh. Kovács Károly urnak, mélt. gróf Károlyi urfiak nevelőjének temetésekor, Csurgón, Szentmihály hava 9. 1853 uo.
- A keresztény hit szerzője az Úr Jézus. Nagybőjti egyházi beszédekben fejtegette. Pest, 1854
- A rómaiak nagysága és hanyatlása. Azoknak politikája a vallásban. Montesquieu után magyarította, uo, 1856
- Myrtuslombok. (A belső czímlapon: Költeményfüzér) uo. 1861 (2. bőv. kiadás. Bpest, 1880. Ism. Ország-Világ 1881. 70. l.)
- Szécsény Pál kalocsai érsek életrajza. Pest, 1862
- Értekezések Titus Livius római történeteinek X első könyve fölött. Machiavelli Miklós után ford. uo, 1862
- Úti jegyzetek levelekben. Ugyanott, 1863
- Beszélgetések gyermekemmel a vallás első fogalmairól, uo. 1864
- Utazási napló. Budapest, 1890. (1869. és 1872-ben Törökország, Németország, Dánia, Svéd és Norvégország, Finnland, Oroszország)